# Терлі (Оклахома)
Терлі (англ. Turley) — переписна місцевість (CDP) в США, в окрузі Талса штату Оклахома. Населення — 2607 осіб (2020).

## Географія
Терлі розташоване за координатами 36°14′49″ пн. ш. 95°57′59″ зх. д. / 36.24694° пн. ш. 95.96639° зх. д. (36.246842, -95.966267).  За даними Бюро перепису населення США в 2010 році переписна місцевість мала площу 9,39 км², з яких 9,39 км² — суходіл та 0,01 км² — водойми.

## Демографія
Згідно з переписом 2010 року, у переписній місцевості мешкало 2756 осіб у 1017 домогосподарствах у складі 667 родин. Густота населення становила 293 особи/км².  Було 1265 помешкань (135/км²).
Расовий склад населення:
| - 62,3 % — білих - 13,8 % — чорних або афроамериканців - 9,7 % — корінних американців - 0,8 % — азіатів - 4,6 % — осіб інших рас |

До двох чи більше рас належало 8,8 %. Частка іспаномовних становила 11,1 % від усіх жителів.
За віковим діапазоном населення розподілялося таким чином: 22,4 % — особи молодші 18 років, 64,6 % — особи у віці 18—64 років, 13,0 % — особи у віці 65 років та старші. Медіана віку мешканця становила 39,2 року. На 100 осіб жіночої статі у переписній місцевості припадало 94,1 чоловіків;  на 100 жінок у віці від 18 років та старших — 90,2 чоловіків також старших 18 років.
Середній дохід на одне домашнє господарство  становив 40 342 долари США (медіана — 30 547), а середній дохід на одну сім'ю — 48 549 доларів (медіана — 40 402). Медіана доходів становила 33 906 доларів для чоловіків та 31 618 доларів для жінок. За межею бідності перебувало 18,7 % осіб, у тому числі 19,7 % дітей у віці до 18 років та 8,8 % осіб у віці 65 років та старших.
Цивільне працевлаштоване населення становило 808 осіб. Основні галузі зайнятості: виробництво — 21,8 %, роздрібна торгівля — 17,2 %, освіта, охорона здоров'я та соціальна допомога — 11,5 %, науковці, спеціалісти, менеджери — 11,0 %.